# Dysstroma splendida
Dysstroma splendida là một loài bướm đêm trong họ Geometridae.